# TSV Jahn 1892 Würzburg
Der TSV Jahn 1892 Würzburg e.V. ist ein Sportverein in der Universitätsstadt Würzburg. Er verfügt über eine vereinseigene Turnhalle und ein Freigelände mit Beach-Volleyballfeld. Zum Vereinsgelände gehört auch eine Gaststätte mit Biergarten.

## Historie

### Die Anfänge
Alexander Vogel (erster Vorstand 1892–1894) und einige Gleichgesinnte gründeten 1892 den „Turnerbund Jahn“, benannt nach Turnvater Friedrich Ludwig Jahn. Zentrum anfänglicher Aktivitäten war die damals existierende Gastwirtschaft von Johann Kirch in der Elstergasse.
Vor dem Ersten Weltkrieg wurden sportliche Erfolge u. a. beim Bayerischen Turnfest in Kempten erzielt. Zu den berühmten Mitgliedern der damaligen Zeit gehört Leonhard Frank. Nach dem Krieg musste der Verein neu organisiert werden, da fast alle männlichen Turner gefallen waren.
Oskar Hammelbacher (erster Vorstand 1924–1930) gehörte zu den Erneuerern des TSV Jahn 1892 Würzburg nach dem Kriege. Als erstes Mitglied des TSV Jahn 1892 Würzburg wurde er bereits beim deutschen Turnfest 1903 in Nürnberg Sieger in seiner Klasse. Im Jahre 1922 brachte er das Kiliani-Volksfest vom Sanderrasen auf die linke Mainseite zum Viehmarktplatz. Er schuf den Sommerturnplatz des Vereins auf der alten Bastion beim Viehhof. Unter seiner Leitung wurden Turner des TSV Jahn 1892 Würzburg Sieger bei den Deutschen Turnfesten 1923 in München und 1928 in Köln.
1920 wurde eine Boxabteilung im TSV Jahn 1892 Würzburg gegründet. Trainer war der deutsche Schwergewichtsmeister Richard Bauer. Die Boxstaffel des TSV Jahn 1892 Würzburg stellte mehrere Deutsche Meister. In den 50er Jahren wurde die Boxabteilung ausgegliedert.
1935 wurde die vereinseigene Turnhalle gebaut. Die letzten turnsportlichen Erfolge vor dem Zweiten Weltkrieg waren im Jahr 1938 beim Deutschen Turn und Sportfest in Breslau.
Ab 1939 wurde die Turnhalle des Vereins als Unterkunft für Kriegsgefangene genutzt.
52 Turner des Vereins starben im Zweiten Weltkrieg.

### Der Neubeginn
Beim Bombenangriff auf Würzburg am 16. März 1945 wurde auch die Turnhalle vollkommen zerstört. Fritz Düngfelder (erster Vorstand 1946–1951) war für den Neubeginn verantwortlich als der TSV Jahn 1892 Würzburg am 27. Januar 1946 neu gegründet wurde. Im Jahre 1950 wurde zunächst ein neues Vereinsheim eröffnet. 1953 gab es beim großen Turnfest in Hamburg bereits 4 erste Plätze für den TSV Jahn 1892 Würzburg. 1957 wurde die neu aufgebaute Turnhalle eingeweiht. Verantwortlich für den Wiederaufbau war der Adam Burkard (erster Vorstand 1951–1966), der in Zusammenarbeit mit den Vereinsmitgliedern den Hallenneubau durchführte. Die Halle wurde bis jetzt mehrmals renoviert und erweitert.
Als Ende der 60er Jahre das allgemeine Interesse am Geräteturnen zurückging, wurden innerhalb des Vereins neue Abteilungen gegründet und der Schwerpunkt auf Freizeitsport gelegt. Besonders die japanischen Kampfsportarten Judo, Karate und Kendo führten so zu einer Neuausrichtung des Vereins. Die Kendoabteilung stellt 2009 mit Jan Heintz einen aktuellen bayerischen Meister im Einzel.

## Erfolge und bekannte Mitglieder

### Boxen
- Joe Mehling: Deutscher Meister 1922 Halbschwergewicht
- Hans Molinaro: Deutscher Meister 1922 Bantamgewicht

### Bekannte ehemalige Mitglieder
- Leonhard Frank: Schriftsteller und Pazifist